# Szuletaia darwini
Szuletaia darwini är en insektsart som beskrevs av Irena Dworakowska 1995. Szuletaia darwini ingår i släktet Szuletaia och familjen dvärgstritar. Inga underarter finns listade i Catalogue of Life.